# Československá hokejová reprezentace v sezóně 1954/1955
Československá hokejová reprezentace v sezóně 1954/1955 sehrála celkem 8 zápasů.

## Přehled mezistátních zápasů
| Pořadí | Datum             | Soupeř    | Výsledek             | Soutěž                 | Místo utkání           |
| ------ | ----------------- | --------- | -------------------- | ---------------------- | ---------------------- |
| 255.   | 17. prosince 1954 | Švédsko   | 2:2 (1:1, 0:0, 1:1)  | přátelsky              | Praha                  |
| 256.   | 18. prosince 1954 | Švédsko   | 7:3 (4:0, 3:1, 0:2)  | přátelsky              | Praha                  |
| 257.   | 1. ledna 1955     | SRN       | 8:0 (3:0, 5:0, 0:0)  | přátelsky              | Garmisch-Partenkirchen |
| 258.   | 2. ledna 1955     | SRN       | 7:3 (1:0, 1:3, 5:0)  | přátelsky              | Füssen                 |
| 259.   | 6. ledna 1955     | Švýcarsko | 8:1 (3:1, 1:0, 4:0)  | přátelsky              | Curych                 |
| 260.   | 7. ledna 1955     | Švýcarsko | 8:1 (4:0, 3:1, 1:0)  | přátelsky              | Basilej                |
| 261.   | 12. ledna 1955    | SSSR      | 0:3 (0:2, 0:1, 0:0)  | přátelsky              | Moskva                 |
| 262.   | 13. ledna 1955    | SSSR      | 1:1 (1:1, 0:0, 0:0)  | přátelsky              | Moskva                 |
| 263.   | 20. února 1955    | Kanada    | 3:3 (1:1, 1:1, 1:1)  | přátelsky              | Praha                  |
| 264.   | 25. února 1955    | Švýcarsko | 7:0 (1:0, 2:0, 4:0)  | Mistrovství světa 1955 | Kolín nad Rýnem        |
| 265.   | 26. února 1955    | Kanada    | 3:5 (0:1, 1:0, 2:4)  | Mistrovství světa 1955 | Düsseldorf             |
| 266.   | 27. února 1955    | SSSR      | 0:4 (0:1, 0:1, 0:2)  | Mistrovství světa 1955 | Krefeld                |
| 267.   | 1. března 1955    | Švédsko   | 6:5 (2:1, 2:1, 2:3)  | Mistrovství světa 1955 | Kolín nad Rýnem        |
| 268.   | 2. března 1955    | SRN       | 8:0 (0:0, 5:0, 3:0)  | Mistrovství světa 1955 | Düsseldorf             |
| 269.   | 3. března 1955    | USA       | 4:4 (1:1, 1:1, 2:2)  | Mistrovství světa 1955 | Kolín nad Rýnem        |
| 270.   | 5. března 1955    | Polsko    | 17:2 (7:0, 3:2, 7:0) | Mistrovství světa 1955 | Krefeld                |
| 271.   | 6. března 1955    | Finsko    | 18:2 (3:1, 7:1, 8:0) | Mistrovství světa 1955 | Düsseldorf             |

## Bilance sezóny 1954/55
| Soupeř    | Zápasy | Výhry | Remízy | Prohry | Skóre  |
| --------- | ------ | ----- | ------ | ------ | ------ |
| Finsko    | 1      | 0     | 0      | 1      | 18:2   |
| Kanada    | 2      | 0     | 1      | 1      | 6:8    |
| Polsko    | 1      | 1     | 0      | 0      | 17:2   |
| SRN       | 3      | 3     | 0      | 0      | 23:3   |
| SSSR      | 3      | 0     | 1      | 2      | 1:8    |
| Švédsko   | 3      | 2     | 1      | 0      | 15:10  |
| Švýcarsko | 3      | 3     | 0      | 0      | 23:2   |
| USA       | 1      | 0     | 1      | 0      | 4:4    |
| Celkem    | 17     | 9     | 4      | 4      | 107:39 |

## Další zápasy reprezentace
| Datum             | Soupeř                  | Výsledek            | Soutěž    | Místo utkání |
| 5. prosince 1954  | Slavoj České Budějovice | 8:1 (2:0, 3:1, 3:0) | přátelsky | Praha        |
| 8. prosince 1954  | Racing Club Paříž       | 6:0 (2:0, 3:0, 1:0) | přátelsky | Paříž        |
| 12. prosince 1954 | Krefelder EV            | 9:1 (2:0, 1:1, 6:0) | přátelsky | Haag         |
| 13. prosince 1954 | Evropští Kanaďané       | 6:4 (2:0, 1:0, 3:4) | přátelsky | Haag         |
| 4. ledna 1955     | SC Bern                 | 8:1 (3:0, 2:0, 3:1) | přátelsky | Bern         |
| 11. února 1955    | Leksands IF             | 7:2 (4:2, 2:0, 1:0) | přátelsky | Praha        |

## Přátelské mezistátní zápasy
Československo –  Švédsko 2:2 (1:1, 0:0, 1:1)
17. prosince 1954 – Praha

Branky a nahrávky Československa: 16. Slavomír Bartoň, 44. Oldřich Sedlák (Vlastimil Hajšman).

Branky a nahrávky Švédska: 1. Göte Blomqvist (Stig Carlsson), 55. Göte Blomqvist.

Rozhodčí: Jan Krásl (TCH), Alf Axberg (SWE)

Vyloučení: 1:2 (využití 0:0)
ČSR: Jiří Hanzl – Karel Gut, Miroslav Nový, Jan Lidral, Václav Bubník – Vlastimil Bubník, Bronislav Danda, Milan Vidlák – Jan Hanzl, Vladimír Zábrodský, Stanislav Bacílek – Vlastimil Hajšman, Slavomír Bartoň, Václav Pantůček (Oldřich Sedlák)
Švédsko: Yngve Johansson – Sven Thunman, Lars Björn, Lars Pettersson, Ronald Pettersson – Åke Elgström, Sven Tumba Johansson, Rolf Pettersson – Åke Larsson, Gösta Johansson, Stig Sjöstam – Göte Blomqvist, Stig Carlsson, Erik Johansson.
 Československo –  Švédsko 7:3 (4:0, 3:1, 0:2)
18. prosince 1954 – Praha

Branky a nahrávky Československa: 1. Karel Gut (Vlastimil Bubník), 4. František Schwach, 11. František Tikal, 12. Karel Gut, 21. Slavomír Bartoň (Vlastimil Bubník), 29. Václav Pantůček (Miroslav Nový), 34. Vlastimil Hajšman.

Branky a nahrávky Švédska: 23. Sven Tumba Johansson, 46. Sven Tumba Johansson, 51. Gösta Johansson.

Rozhodčí: Vůjtěch (TCH), Alf Axberg (SWE)

Vyloučení: 1:1 (využití 1:0)
ČSR: Jiří Hanzl (50. Jiří Kolouch) – Karel Gut, Miroslav Nový, Jan Lidral, František Tikal – Vlastimil Bubník, Slavomír Bartoň, Milan Vidlák - Miroslav Rejman, Vladimír Zábrodský, Stanislav Bacílek – Vlastimil Hajšman, František Schwach, Václav Pantůček
Švédsko: Yngve Johansson – Sven Thunman, Lars Björn, Lars Pettersson, Ronald Pettersson – Åke Elgström, Sven Tumba Johansson, Rolf Pettersson – Åke Larsson, Gösta Johansson, Stig Sjöstam – Göte Blomqvist, Stig Carlsson, Erik Johansson.
 Československo –  SRN 8:0 (3:0, 5:0, 0:0)
1. ledna 1955 – Ga-Pa

Branky a nahrávky Československa: 4. Vladimír Zábrodský (Miroslav Rejman), 8. Slavomír Bartoň, 15. Vladimír Zábrodský, 25. Václav Bubník, 26. Miroslav Nový, 37. Miroslav Rejman, 38. Vlastimil Hajšman, 39. Milan Vidlák (Vlastimil Hajšman).

Rozhodčí: Kurt Hauser (SUI), Willy Bernhardt (SUI)

Vyloučení: 1:1 (využití 0:0)
ČSR: Jiří Hanzl – Karel Gut, Miroslav Nový, Václav Bubník, Eduard Remiáš – Vlastimil Bubník, Slavomír Bartoň, Bronislav Danda – Miroslav Rejman, Vladimír Zábrodský, Stanislav Bacílek – Vlastimil Hajšman, Václav Pantůček, Milan Vidlák
Německo: Ulrich Jansen – Bruno Guttowski, Karl Bierschel, Anton Biersack, Hans Huber – Rudolf Pittrich, Lorenz Frieis, Xaver Breitsamer – Hans Rampf, Jakob Probst, Josef Wörschhauser – Dieter Niess, Lothar Sillenberg, Rudolf Weide.
 Československo –  SRN 7:3 (1:0, 1:3, 5:0)
2. ledna 1955 – Füssen

Branky a nahrávky Československa: 17. Vladimír Zábrodský, 23. Slavomír Bartoň (Bronislav Danda), 43. Vladimír Zábrodský (Václav Pantůček), 46. Vladimír Zábrodský (Vlastimil Bubník), 49. Vlastimil Bubník (Václav Bubník), 51. Vladimír Zábrodský (Václav Pantůček), 55. Slavomír Bartoň.

Branky a nahrávky SRN: 28. Xaver Unsinn, 35. Hans Pescher, 39. Hans Pescher (Markus Egen).

Rozhodčí: Kurt Hauser (SUI), Willy Bernhardt (SUI)

Vyloučení: 3:0 (využití 0:0, v oslabení 1:0)
ČSR: Jiří Kolouch (41. Jiří Hanzl) – Václav Bubník, Eduard Remiáš, Karel Gut, Jan Kasper – Vlastimil Bubník, Slavomír Bartoň, Bronislav Danda – Jan Hanzl, Vladimír Zábrodský, Stanislav Bacílek – Vlastimil Hajšman, Václav Pantůček, Milan Vidlák (41. Vladimír Zábrodský).
Německo: Ulrich Jansen – Bruno Guttowski, Karl Bierschel, Hans Huber, Oswald Huber – Kurt Sepp, Xaver Unsinn, Georg Guggemos – Fritz Kleiber, Markus Egen, Hans Pescher – Rudolf Weide, Ulrich Eckstein, Lothar Sillenberg.
 Československo –  Švýcarsko 8:1 (3:1, 1:0, 4:0)
6. ledna 1955 – Curych

Branky a nahrávky Československa: 9. Vladimír Zábrodský (Bronislav Danda), 11. Vlastimil Hajšman (Václav Pantůček), 19. Slavomír Bartoň, 27. Václav Pantůček (Karel Gut), 45. Vlastimil Bubník (Jan Kasper), 51. Vlastimil Hajšman, 53. Vlastimil Bubník, 54. Vlastimil Bubník.

Branky a nahrávky Švýcarska: 14. Emil Handschin.

Rozhodčí: Wilhelm Egginger (FRG), Helmut Perkhuhn (FRG)

Vyloučení: 1:1 (využití 0:1)
ČSR: Jiří Hanzl – Karel Gut, Miroslav Nový, Václav Bubník, Jan Kasper – Vlastimil Bubník, Slavomír Bartoň, Bronislav Danda – Jan Hanzl, Vladimír Zábrodský, Miroslav Rejman – Vlastimil Hajšman, Václav Pantůček, Milan Vidlák
Švýcarsko: Jean Ayer – Paul Hofer, Emil Handschin, Émile Golaz, Rudolf Keller – Hans-Martin Trepp, Otto Schläpfer, Otto Schubiger – Franzis Blank, Reto Delnon, Paul Zimmermann – Hans Morger, Hans Ott, Rätus Frei.
 Československo –  Švýcarsko 8:1 (4:0, 3:1, 1:0)
7. ledna 1955 – Basilej

Branky a nahrávky Československa: 1. Bronislav Danda (Václav Bubník), 12. Vlastimil Bubník (Karel Gut), 14. Václav Pantůček (Václav Bubník), 15. Milan Vidlák, 21. Vlastimil Hajšman, 26. Miroslav Rejman (Vladimír Zábrodský), 28. Vladimír Zábrodský, 42. Miroslav Rejman.

Branky a nahrávky Švýcarska: 23. Reto Delnon.

Rozhodčí: Wilhelm Egginger (FRG), Helmut Perkhuhn (FRG)

Vyloučení: 3:2 (využití 1:0)
ČSR: Jiří Hanzl – Karel Gut, Jan Kasper, Václav Bubník, Eduard Remiáš – Vlastimil Bubník, Slavomír Bartoň, Bronislav Danda – Jan Hanzl, Vladimír Zábrodský, Miroslav Rejman – Vlastimil Hajšman, Václav Pantůček, Milan Vidlák.
Švýcarsko: Martin Riessen (21. Jean Ayer) – Paul Hofer, Emil Handschin, Émile Golaz, Rudolf Keller – Otto Schubiger, Reto Delnon, Hans-Martin Trepp – Franzis Blank, Hans Morger, Paul Zimmermann – Rätus Frei.
 Československo –  SSSR 0:3 (0:2, 0:1, 0:0)
12. ledna 1955 – Moskva (Dynamo)

Branky a nahrávky SSSR: 9. Jevgenij Babič (Viktor Šuvalov), 16. Vsevolod Bobrov, 34. Valentin Kuzin (Vsevolod Bobrov).

Rozhodčí: Wilhelm Egginger (FRG), Hans Unger (FRG)

Vyloučení: 6:3 (využití 0:1)
ČSR: Jiří Hanzl – Karel Gut, Miroslav Nový, Václav Bubník, Jan Kasper – Vlastimil Bubník, Slavomír Bartoň, Bronislav Danda – Jiří Pokorný, Vladimír Zábrodský, Stanislav Bacílek – Vlastimil Hajšman, František Schwach, Václav Pantůček
SSSR: Nikolaj Pučkov – Alfred Kučevskij, Dmitrij Ukolov, Nikolaj Sologubov, Ivan Tregubov – Jevgenij Babič, Viktor Šuvalov, Vsevolod Bobrov – Jurij Krylov, Alexandr Uvarov, Valentin Kuzin – Michail Byčkov, Alexej Guryšev, Nikolaj Chlystov – Alexandr Komarov.
 Československo –  SSSR 1:1 (1:1, 0:0, 0:0)
13. ledna 1955 – Moskva (Dynamo)

Branky a nahrávky Československa: 1. Vlastimil Bubník.

Branky a nahrávky SSSR: 16. Alexandr Komarov (Jurij Panťuchov).

Rozhodčí: Wilhelm Egginger (FRG), Hans Unger (FRG)

Vyloučení: 3:3 (využití 0:0)
ČSR: Ján Jendek – Karel Gut, Miroslav Nový, Václav Bubník, Jan Kasper – Vlastimil Bubník, Slavomír Bartoň, Milan Vidlák – Vlastimil Hajšman, František Schwach, Václav Pantůček – Jiří Pokorný, Vladimír Zábrodský (41. Miroslav Rejman), Stanislav Bacílek .
SSSR: Nikolaj Pučkov – Nikolaj Sologubov, Nikolaj Karpov, Genrich Sidorenkov, Alexander Prilepskij – Vladimir Grebennikov, Viktor Prjažnikov, Sergej Mitin – Alexandr Komarov, Jurij Panťuchov, Boris Petělin (Jurij Baulin) – Jurij Kopylov, Vladimir Brunov, Alexander Čerepanov.
 Československo –  Kanada 3:3 (1:1, 1:1, 1:1)
20. února 1955 – Praha

Branky a nahrávky Československa: 7. Vladimír Zábrodský (Stanislav Bacílek), 36. Vlastimil Hajšman (Vladimír Zábrodský), 53. Vladimír Zábrodský (Vlastimil Hajšman).

Branky a nahrávky Kanady: 17. Grant Warwick, 31. Grant Warwick, 58. Bill Warwick.

Rozhodčí: Jaroslav Dvorský (TCH), Vojtěch (TCH)

Vyloučení: 3:8 (0:0)
ČSR: Jiří Hanzl – Karel Gut, Stanislav Bacílek, Václav Bubník (34. Miroslav Nový), Jan Lidral – Vlastimil Bubník, Slavomír Bartoň, Bronislav Danda – Vlastimil Hajšman, Vladimír Zábrodský, Václav Pantůček – Miroslav Rejman, Oldřich Sedlák, Jiří Sekyra (41. Milan Vidlák)
Kanada: Ivan McLelland – John McIntyre, George McAvoy, Harold Tarala, Dino Mascotto - Grant Warwick, Bernard Bathgate, Bill Warwick – John McDonald, James Fairburn, Ed Kassian – Ernie Rucks, Mike Shabaga, Douglas Kilburn – Dick Warwick, Donald Berry.

## Další zápasy reprezentace
Vybrané mužstvo ROH (Československo) -  Slavoj České Budějovice 8:1 (2:0, 3:1, 3:0)
5. prosince 1954 - Praha

Branky ROH: 1:0 Miloslav Charouzd, 2:0 Miroslav Rejman, 3:0 Vladimír Zábrodský, 4:0 Václav Pantůček, 5:0 Václav Pantůček, 6:1 Ján Starší, 7:1 Ján Starší, 8:1 Oldřich Sedlák.

Branky Slavoje: 5:1 Zdeněk Fiala.

Rozhodčí: Ladislav Tencza (TCH), Václav Beránek (TCH)
Vybrané mužstvo ROH: Jiří Hanzl (21. František Bartoš) - Karel Gut, Zdeněk Ujčík, Miroslav Nový, Václav Bubník, Jan Lidral – Jan Hanzl, Vladimír Zábrodský, Miloslav Charouzd - Miroslav Rejman, Ján Starší, Jiří Sekyra - Vlastimil Hajšman, Oldřich Sedlák, Václav Pantůček - Kratochvíl.
Slavoj České Budějovice: Zlatko Červený - František Vacovský, Antonín Španinger, Václav Lenc, Kobliha - Zdeněk Kaucký, František Mizera, Vintýř Němec - Karel Bílek, Zdeněk Fiala, Kameník - Milan Knotek, Jan Nedvěd, Ladislav Horák.
 Vybrané mužstvo ROH (Československo) -  Racing Club Paříž  6:0 (2:0, 3:0, 1:0)
8. prosince 1954 - Paříž

Branky Československa: 8. Jan Hanzl, 18. Vlastimil Hajšman, 25. Miloslav Charouzd, 32. Miloslav Charouzd, 35. Vlastimil Hajšman, 44. Vladimír Zábrodský.

Rozhodčí: Le Pas (FRA), Pautot (FRA)
Vybrané mužstvo ROH: Jiří Hanzl - Karel Gut, Zdeněk Ujčík, Miroslav Nový, Jan Lidral – Jan Hanzl, Vladimír Zábrodský, Miloslav Charouzd - Vlastimil Hajšman, Oldřich Sedlák, Václav Pantůček - Miroslav Rejman, Ján Starší, Jiří Sekyra - Kameník, Kratochvíl, Václav Bubník.
RC Paříž: John Reinhardt - Cochet, Bob Bragagnola, Alf Harvey, Hubert Nivet, Bernard Holzer - Ron Barr, Stu Hall, Mike O´Brien - Claude Risler, Gastring, Jacques Deville - Raymond Acquaviva, Longuet, Georges Baudin.
 DSO Spartak (Československo) -  Krefelder EV 9:1 (2:0, 1:1, 6:0)
12. prosince 1954 - Haag

Branky a nahrávky DSO Spartak: 10. Karel Gut, 16. Vladimír Zábrodský, 37. Kratochvíl, 44. Vladimír Zábrodský, 46. Ján Starší, 48. Kratochvíl, 52. Karel Gut, 53. Kameník, 54. Jiří Sekyra.

Branky a nahrávky Krefelderu: 24. Günther Jochems.

Rozhodčí: De Blanck, Kock
DSO Spartak: Jiří Hanzl - Miroslav Nový, Miroslav Rejman, Ján Starší, Jiří Sekyra - Karel Gut, Václav Bubník, Jan Lidral – Jan Hanzl, Vladimír Zábrodský, Miloslav Charouzd - Vlastimil Hajšman, Václav Pantůček, Kratochvíl - Kameník.
Krefelder: Hans-Richard Obermann - Bruno Guttowski, Karl Bierschel, Girard, Virgil Schoor - Lothar Sillenberg, Ericks Koneckis, Bernhard Peltzer - Günther Jochems, Ulrich Eckstein, Hans-Georg Pescher. 
 DSO Spartak (Československo) -  Evropští Kanaďané 6:4 (2:0, 1:0, 3:4)
13. prosince 1954 - Haag

Branky a nahrávky Československa: 4. Jan Lidral, 9. Miroslav Rejman, 30. Ján Starší, 48. Vlastimil Hajšman, 56. Vladimír Zábrodský, 58. Jan Hanzl.

Branky a nahrávky Kanaďanů: 41. Gaston Pelletier, 44. Onge, 49. Ed Zukiwski, 50. Gaston Pelletier.

Rozhodčí: Wim Dwars (NED), De Blanck (NED)
DSO Spartak: Jiří Hanzl - Miroslav Nový, Karel Gut, Václav Bubník, Jan Lidral - Jan Hanzl, Vladimír Zábrodský, Miloslav Charouzd - Miroslav Rejman, Ján Starší, Jiří Sekyra - Vlastimil Hajšman, Oldřich Sedlák, Václav Pantůček,
Evropští Kanaďané: John Reinhardt - Reg Campbell, Bruno Pasquallato, Arie Klein - Onge, Ed Zukiwski, Girard - Clermont Doyon, Gaston Pelletier, Freddie Sutherland
 Československo –  SC Bern 8:1 (3:0, 2:0, 3:1)
4. ledna 1955 – Bern

Branky Československa: 12. Slavomír Bartoň, 15. Václav Bubník, 19. Vlastimil Bubník, 23. Vlastimil Hajšman, 37. Vlastimil Bubník, 47. Vladimír Zábrodský, 53. Miroslav Rejman, 56. vlastní Lack.

Branka SC Bern: 46. Bruce Hamilton.

Rozhodčí: Marcel Toffel (SUI), Gennaro Olivieri (SUI)
ČSR: Jiří Hanzl ( 41. Jiří Kolouch) – Karel Gut, Miroslav Nový, Václav Bubník, Jan Kasper – Vlastimil Bubník, Slavomír Bartoň, Bronislav Danda – Miroslav Rejman, Vladimír Zábrodský, Stanislav Bacílek - Vlastimil Hajšman, Václav Pantůček (Jan Hanzl), Milan Vidlák.
SC Bern: Müller - Ernst Wenger, Alfred Lack, Willy Stauffer, Bruno Gerber - Kolb, Ladislav Ott, Hans Ott - Les Anning, Peter Stammbach, Bruce Hamilton - Meier, Adler, Zedi.
 Praha (Československo) –  Leksands IF 7:2 (4:2, 2:0, 1:0)
11. února 1955 - Praha

Branky Prahy: 3. Vlastimil Hajšman, 4. Jan Lidral, 3:0 8. Vlastimil Hajšman, 4:0 8. Jiří Sekyra, 39. Vlastimil Hajšman, 40. Vladimír Zábrodský, 58. Václav Pantůček.

Branky Leksandu: 9. Bengt Bornström, 13. Bengt Bornström.

Rozhodčí: Eriksson (SWE), Quido Adamec (TCH)
Praha: Jiří Hanzl - Karel Gut, Stanislav Bacílek, Václav Bubník, Jan Lidral (Jan Kasper) - Vlastimil Hajšman, Vladimír Zábrodský,Václav Pantůček - Miroslav Rejman, Oldřich Sedlák, Jiří Sekyra - Kuba, Kratochvíl, Milan Vidlák.
Leksands IF: Sven Jonsson - Åke Lassas, Vlgot Larsson - Björn Lassas, Ingemar Lysén, Birger Kågström - Bengt Bornström, Sigurd Bröms, Stig Påvels. 